# Pavol Papač
Pavol Papač (18. ledna 1924 Kráľovce – 13. dubna 1994 Prešov) byl slovenský generál; v roce 1979 byl ustanoven do funkce náčelníka kádrové správy Československé armády na Ministerstvu národní obrany.

## Život
Po ukončení obecné školy absolvoval dvě třídy reálného gymnázia. V roce 1945 nastoupil na základní vojenskou službu a pak se stal délesloužícím poddůstojníkem. Vojákem z povolání se stal v roce 1949. Ve stejném roce odešel studovat na Vojenskou akademii v Hranicích. Po jejím ukončení krátce působil jako velitel roty v Prachaticích.
Vojenské vzdělání si dále doplňoval v kurzech v Praze a Moskvě. Po jejich úspěšném absolvování zastával hlavní funkce na plukovním stupni v Jindřichově Hradci, kde se už jako devětadvacetiletý stal velitelem 29. pěšího pluku. Už v roce 1960 byl ustanoven do funkce velitele 18. motostřelecké divize v Prešově.
Potom vykonával nejvyšší funkce na vojenských školách. Od roku 1964 byl velitelem Vyššího vojenského učiliště ve Vyškově na Moravě a v roce 1967 se stal zástupcem velitele Vojenské akademie A. Zápotockého v Brně.
V roce 1969 se vrátil k výkonu velitelských funkcí, aby se stal náčelníkem oddělení na velitelství Východního vojenského okruhu v Trenčíně, odkud byl ustanoven do funkce velitele 9. tankové divize v Táboře. Od roku 1971 až do roku 1987 působil v různých funkcích na kádrové správě v Praze, kde svou vojenskou kariéru ukončil na Ministerstvu národní obrany jako náčelník kádrové správy Československé armády. Zemřel v roce 1994 v Prešově.
Do hodnosti generálmajor byl prezidentem republiky jmenován 1. října 1971, do hodnosti generálporučíka byl povýšen v roce 1978.
Získal několik ocenění, např. Za službu vlasti, Za zásluhy o výstavbu (1973), Řád práce (1984) a další.

## Místa vojenského působení
- Slovensko: Prešov, Trenčín
- Česko: Hranice, Prachatice, Tábor, Vyškov, Praha, Jindřichův Hradec, Brno
- Rusko: Moskva